# Le Marquis de Pomenars
 (mars 2021).
La mise en forme du texte ne suit pas les recommandations de Wikipédia : il faut le « wikifier ».
Les points d'amélioration suivants sont les cas les plus fréquents :
- Les titres sont pré-formatés par le logiciel. Ils ne sont ni en capitales, ni en gras.
- Le texte ne doit pas être écrit en capitales (les noms de famille non plus), ni en gras, ni en italique, ni en « petit »…
- Le gras n'est utilisé que pour surligner le titre de l'article dans l'introduction, une seule fois.
- L'italique est rarement utilisé : mots en langue étrangère, titres d'œuvres, noms de bateaux, etc.
- Les citations ne sont pas en italique mais en corps de texte normal. Elles sont entourées par des guillemets français : « et ».
- Les listes à puces sont à éviter, des paragraphes rédigés étant largement préférés. Les tableaux sont à réserver à la présentation de données structurées (résultats, etc.).
- Les appels de note de bas de page (petits chiffres en exposant, introduits par l'outil «  Source ») sont à placer entre la fin de phrase et le point final[comme ça].
- Les liens internes (vers d'autres articles de Wikipédia) sont à choisir avec parcimonie. Créez des liens vers des articles approfondissant le sujet. Les termes génériques sans rapport avec le sujet sont à éviter, ainsi que les répétitions de liens vers un même terme.
- Les liens externes sont à placer uniquement dans une section « Liens externes », à la fin de l'article. Ces liens sont à choisir avec parcimonie suivant les règles définies. Si un lien sert de source à l'article, son insertion dans le texte est à faire par les notes de bas de page.
- La présentation des références doit suivre les conventions bibliographiques. Il est recommandé d'utiliser les modèles {{Ouvrage}}, {{Chapitre}}, {{Article}}, {{Lien web}} et/ou {{Bibliographie}}. Le mode d'édition visuel peut mettre en forme automatiquement les références.
- Insérer une infobox (cadre d'informations à droite) n'est pas obligatoire pour parachever la mise en page.

Pour une aide détaillée, merci de consulter Aide:Wikification.
Si vous pensez que ces points ont été résolus, vous pouvez retirer ce bandeau et améliorer la mise en forme d'un autre article.
Le Marquis de Pomenars est la première comédie de Sophie Gay, en un acte et en prose, créée au Théâtre-Français à Paris le 18 décembre 1819.  
C’est d’une phrase de Mme de Sévigné que Sophie tire son inspiration : « Pomenars ne fait que de sortir de ma chambre ; nous avons parlé assez sérieusement de ses affaires, qui ne sont jamais de moins que de sa tête. Le comte de Créance veut à toute force qu'il ait le cou coupé ; Pomenars ne veut pas : voilà le procès ».

## Genèse
C’est d’un fait réel relaté à plusieurs reprises par Mme de Sévigné, et arrivé à l’un de ses amis, que Sophie Gay fait le sujet de sa pièce.

## Personnages
- Madame de Sévigné : Mme Leverd
- Madame d’Angerval, jeune veuve, nièce du sénéchal : Mlle Mars
- Le marquis de Pomenars : Michelot
- Le marquis de Sévigné : Firmin
- M. Médéric, sénéchal : Baptiste aîné
- Saint-Clair, son fils : Menjaud
- Germain, valet de M. de Pomenars : Monrose
- François, domestique du sénéchal : Faure.

## Résumé
« L'autre jour Pomenars passa par ici ; il venait de Laval, où il trouva une grande assemblée de peuple. Il demanda ce que c'était. C'est, dit-on, que l'on pend en effigie un gentilhomme qui avait enlevé la fille de M. le comte de Créance ; cet homme-là, sire, c'était lui-même. Il approcha ; il trouva que le peintre l'avait mal habillé, il s'en plaignit ; il alla souper et coucher chez le juge qui l'avait condamné. Le lendemain il vint ici pâmant de rire. »

## Éditions
- 1820 : Le Marquis de Pomenars, Paris, chez Ladvocat, libraire — Barba, derrière le Théâtre français
  - Le Marquis de Pomenars sur Wikisource, Paris, Paris, chez Ladvocat, libraire — Barba, deuxième édition revue et corrigée, 1873    (Wikisource)
- 1823 : Le Marquis de Pomenars, Suite du Répertoire du Théâtre Français, volume 12, Paris, chez veuve Dabot
- 1830 : Le Marquis de Pomenars, Répertoire du théâtre français à Berlin, Berlin, chez Ad. Mt. Schlesinger, Libraire et Éditeur de musique